# Live in Japan (album de George Harrison)
Vous lisez un « bon article » labellisé en 2012.
Pour les articles homonymes, voir Live in Japan.
Albums de George Harrison
Best of Dark Horse (1976-1989)
(1989) Brainwashed
(2002)
Live in Japan est l'avant-dernier album de George Harrison, et son deuxième album live. Il est enregistré en décembre 1991 au cours d'une tournée au Japon, rare prestation en concert de l'ex-Beatle accompagné d'Eric Clapton, Steve Ferrone, Ray Cooper et Andy Fairweather-Low. Le groupe y interprète une vingtaine de chansons tirées de la carrière de Harrison, que ce soit du temps des Beatles ou provenant de ses albums en solo.
L'enregistrement de ce concert est publié en juillet 1992 sous la forme d'un double album. Il s'agit du dernier disque que publie Harrison avant sa mort, neuf ans plus tard. Sorti dans une discrétion totale avec une promotion inexistante, l'album n'entre pas dans les charts britanniques, et ne monte qu'en 126e position des classements américains. Il arrive en revanche en quinzième place des charts au Japon.
La critique se montre assez mitigée à son égard, certains trouvant qu'il s'agit d'une prestation honorable, d'autres la trouvant assez convenue. Avec le temps, le disque devient cependant un important témoignage des rares prestations du guitariste en concert. Il ressort en 2004 dans un coffret consacré à cette période de la carrière de Harrison, accompagné d'un DVD d'extraits du concert.

## Historique

### Contexte et enregistrement
Depuis l'arrêt des tournées des Beatles en 1966, George Harrison a fortement limité ses apparitions en concert : il s'était déjà montré réticent à ce que le groupe remonte sur scène pour conclure le tournage du film Let It Be. Le premier concert de sa carrière solo, en 1971, fait sensation puisqu'il s'agit du Concert for Bangladesh, premier concert humanitaire de l'histoire, pour lequel il invita plusieurs de ses amis à se produire à ses côtés. L'album qui en est tiré est un grand succès critique et commercial. En 1974, dans la foulée de la sortie de son album Dark Horse, Harrison entame une tournée aux États-Unis, mais sa laryngite contribue à faire de celle-ci un échec critique. Dégoûté, le musicien ne repart plus en tournée pendant près de vingt ans. À l'exception de quelques participations ponctuelles à des concerts, il ne rejoua plus en public avant 1991.
Cette année-là, son ami Eric Clapton lui suggère de repartir en tournée. Ce dernier vient en effet de perdre son fils de quatre ans dans des circonstances dramatiques, et propose d'accompagner Harrison sur scène pour se détourner de son chagrin. Ayant assemblé un groupe de talent, Clapton réussit à persuader son ami de partir en tournée au Japon. L'ex-Beatle lui-même reconnaît apprécier le plaisir de remonter sur scène avec un groupe soudé. Par ailleurs, le public japonais est considéré par Harrison comme plus calme que le public américain qu'il a eu à affronter en 1974 : il avait alors été jusqu'à devoir séparer deux spectateurs en train de se battre.
La tournée débute le 1er décembre 1991 à la Yokohama Arena et se termine au Dome Stadium de Tokyo le 17 décembre. Au total, 13 concerts sont donnés, dans sept villes différentes. Le guitariste y interprète ses grands succès du temps des Beatles, ainsi que ses hits enregistrés en solo. Au cours des premiers jours, cependant, il réduit de 21 à 19 chansons son répertoire, supprimant Loves Comes to Everyone et Fish on the Sand ; les autres chansons apparaissent sur l'album. Durant la tournée, plusieurs albums de Harrison publiés dans les années 1970 sont republiés sur CD au Japon. La date précise de l'enregistrement de l'album n'est pas connue.

### Parution et réception
La prestation de Harrison est publiée sur le double album Live in Japan, qui comprend dix-neuf chansons. Il sort sur le label Dark Horse le 10 juillet 1992 aux États-Unis, et trois jours plus tard au Royaume-Uni. Comme dix ans plus tôt pour l'album Gone Troppo, il ne bénéficie d'aucune promotion ou presque. Il n'entre pas dans les charts britanniques, et ne se hisse qu'à la 126e place aux États-Unis. Seul le Japon le voit accéder à la quinzième place du hit-parade. Une version rééditée accompagnée d'un DVD contenant des extraits des concerts paraît en 2004 dans le coffret The Dark Horse Years, qui contient tous les disques de Harrison entre 1976 et 1992.
Si la majeure partie de la critique ignore l'album à sa sortie, certains, comme le magazine Rolling Stone, trouvent l'initiative honorable et appréciable. Pour Stephen Thomas Erlewine, du site AllMusic, l'album surpasse les productions live contemporaines de Paul McCartney : « Harrison nous donne des versions étonnamment puissantes de son meilleur matériel en solo, qui surpassent facilement le double album Tripping the Live Fantastic ou Paul Is Live de Paul McCartney. Pas mal pour un gars qui n'aime pas donner des concerts. » Avec le recul et la mort de Harrison, l'album gagne un statut particulier comme témoignage des rares prestations en concert du musicien.

## Analyse musicale
Attribué à « George Harrison, Eric Clapton et leurs amis » sur sa pochette, l'album ne contient pourtant que des chansons interprétées par le premier, bien que Clapton ait chanté plusieurs de ses chansons durant le concert. La raison de cette absence est, selon Bill Harry, un problème entre les labels éditant les deux musiciens. La plupart des classiques de Harrison, que ce soit avec les Beatles (While My Guitar Gently Weeps, Something et Here Comes the Sun) ou en solo (My Sweet Lord, Got My Mind Set on You) sont présents sur le disque, accompagnées de quelques chansons plus inattendues comme Piggies.
Les reprises sont souvent très fidèles aux versions originales (le groupe va jusqu'à réutiliser le décompte de George Harrison et les quintes de toux qui introduisent Taxman sur Revolver), et parfois qualifiées par certains critiques de trop molles ou attendues. Simon Leng regrette par exemple que la batterie sur I Want to Tell You n'ait pas l'originalité de celle de Ringo Starr. Le groupe se permet quelques originalités, comme les solos de guitare de Clapton sur Something et If I Needed Someone, mais aussi sur les paroles de la chanson protestataire Taxman, que Harrison réactualise en mentionnant George H. W. Bush, Boris Eltsine et la TVA.
Le nombre de musiciens est particulièrement réduit par rapport aux précédentes prestations de Harrison, qui ne se fait pas accompagner par de nombreux choristes et cuivres comme c'était le cas lors de sa tournée aux États-Unis et durant le concert de bienfaisance pour le Bangladesh de 1971. Des claviers se chargent généralement de ce rôle d'accompagnement, imitant le clavecin de Piggies, les flûtes de Dark Horse... Par ailleurs, plusieurs des solos de guitare de Harrison, notamment sur My Sweet Lord et Give Me Love (Give Me Peace on Earth) sont ici interprétées par Clapton et Andy Fairweather-Low. George Harrison se charge de la production en usant des deux pseudonymes qu'il a utilisé avec les Traveling Wilburys, « Nelson et Spike Wilbury ».

## Fiche technique

### Liste des chansons
Toutes les chansons sont écrites et composées par George Harrison sauf mention contraire.
| Disque 1 | Disque 1                              | Disque 1 | Disque 1 | Disque 1 | Disque 1 | Disque 1 | Disque 1 | Disque 1 | Disque 1 |
| No       | Titre                                 | Durée    |          |          |          |          |          |          |          |
| -------- | ------------------------------------- | -------- | -------- | -------- | -------- | -------- | -------- | -------- | -------- |
| 1.       | I Want to Tell You                    | 4:36     |          |          |          |          |          |          |          |
| 2.       | Old Brown Shoe                        | 3:55     |          |          |          |          |          |          |          |
| 3.       | Taxman                                | 4:19     |          |          |          |          |          |          |          |
| 4.       | Give Me Love (Give Me Peace on Earth) | 3:39     |          |          |          |          |          |          |          |
| 5.       | If I Needed Someone                   | 3:35     |          |          |          |          |          |          |          |
| 6.       | Something                             | 5:21     |          |          |          |          |          |          |          |
| 7.       | What Is Life                          | 4:51     |          |          |          |          |          |          |          |
| 8.       | Dark Horse                            | 4:16     |          |          |          |          |          |          |          |
| 9.       | Piggies                               | 2:56     |          |          |          |          |          |          |          |
| 10.      | Got My Mind Set on You (Rudy Clark)   | 4:34     |          |          |          |          |          |          |          |
| 42:17    |                                       |          |          |          |          |          |          |          |          |

| Disque 2 | Disque 2                               | Disque 2 | Disque 2 | Disque 2 | Disque 2 | Disque 2 | Disque 2 | Disque 2 | Disque 2 |
| No       | Titre                                  | Durée    |          |          |          |          |          |          |          |
| -------- | -------------------------------------- | -------- | -------- | -------- | -------- | -------- | -------- | -------- | -------- |
| 1.       | Cloud 9                                | 4:16     |          |          |          |          |          |          |          |
| 2.       | Here Comes the Sun                     | 3:31     |          |          |          |          |          |          |          |
| 3.       | My Sweet Lord                          | 5:41     |          |          |          |          |          |          |          |
| 4.       | All Those Years Ago                    | 4:36     |          |          |          |          |          |          |          |
| 5.       | Cheer Down (George Harrison/Tom Petty) | 3:51     |          |          |          |          |          |          |          |
| 6.       | Devil's Radio                          | 4:26     |          |          |          |          |          |          |          |
| 7.       | Isn't It a Pity                        | 6:35     |          |          |          |          |          |          |          |
| 8.       | While My Guitar Gently Weeps           | 7:04     |          |          |          |          |          |          |          |
| 9.       | Roll Over Beethoven (Chuck Berry)      | 4:34     |          |          |          |          |          |          |          |
| 44:38    |                                        |          |          |          |          |          |          |          |          |

Durée totale de l'album : 1 heure, 26 minutes, 55 secondes

### Personnel
- George Harrison : guitare acoustique, guitare solo et slide, guitare rythmique chant.
- Eric Clapton : guitare acoustique, guitare solo, chœurs
- Andy Fairweather-Low : guitare rythmique, chœurs
- Nathan East : basse, chœurs
- Greg Phillinganes : claviers, chœurs
- Chuck Leavell : piano, orgue Hammond, claviers, chœurs
- Steve Ferrone : batterie
- Ray Cooper : batterie, percussions
- Tessa Niles : chœurs
- Katie Kissoon : chœurs